# Trniny
Trniny (793 m) –  szczyt Pogórza Orawskiego na Słowacji
Trniny wznoszą się po północnej stronie miasta Dolný Kubín na Orawie. Znajdują się w niewielkim grzbiecie oddzielającym dolinki dwóch potoków uchodzących do Orawy. Po zachodniej stronie jest to Lehotský potok, potok po wschodniej stronie jest bezimienny. 
Partie szczytowe i część stoków Trnin porasta las, część stoków jest trawiasta. Wschodnimi stokami prowadzi szlak turystyczny.
  Dolný Kubín – Trniny – Koliesko, vleky – Chata na Kubínskej holi. Odległość 8,2 km, suma podejść 675 m, suma zejść 50 m, czas przejścia 2:40 h (z powrotem 2:05 h).

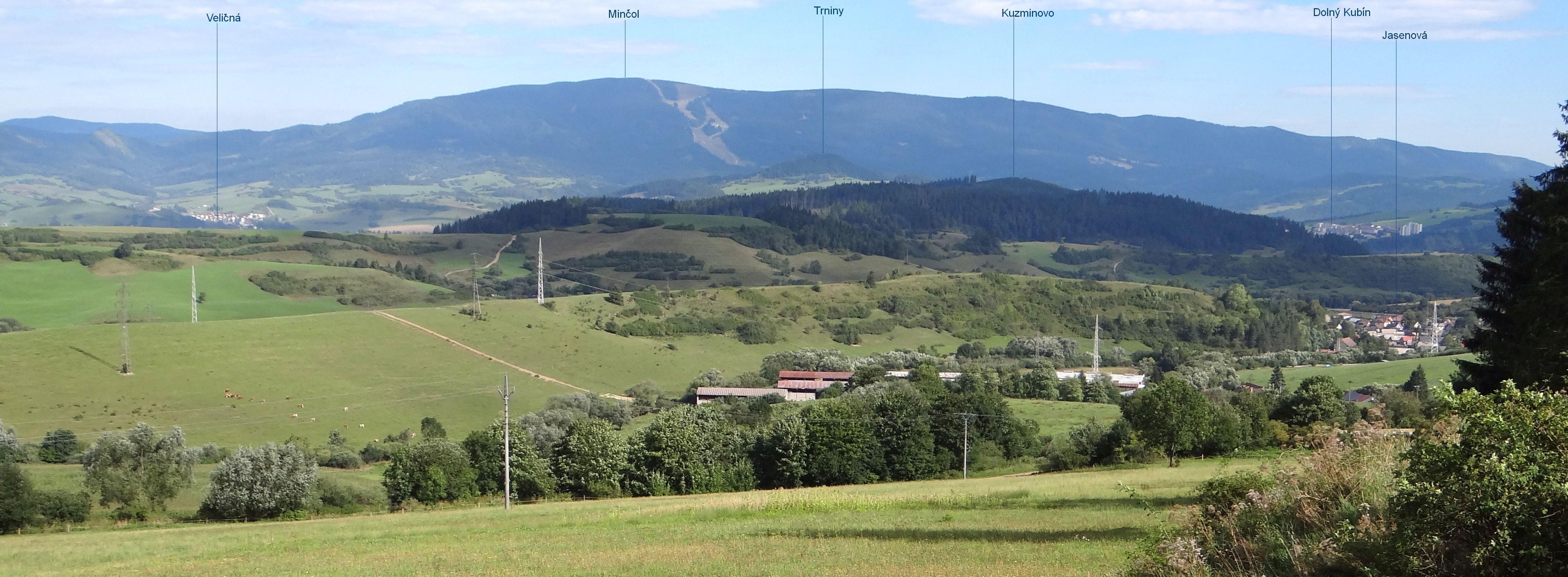